# Coryphopteris gymnopoda
Coryphopteris gymnopoda är en kärrbräkenväxtart som först beskrevs av Bak., och fick sitt nu gällande namn av Holtt. Coryphopteris gymnopoda ingår i släktet Coryphopteris och familjen Thelypteridaceae.

## Underarter
Arten delas in i följande underarter:
- C. g. bintangensis
- C. g. humilis